# Левченко, Виктор Иванович
Виктор Иванович Левченко (18 августа 1906 — пропал без вести 13 августа 1937) — советский лётчик (штурман), совершивший несколько сверхдлинных авиаперелётов в 1930-х годах.

## Биография
Родился 18 августа 1906 года в Мариуполе в семье железнодорожника.
Рос в железнодорожном городе Батайске Ростовской области, куда семья вскоре переехала. Учился в школе, которая в настоящее время носит статус гимназии №7. После выпуска в 1923 году пошел работать помощником машиниста. В 1925 году по комсомольской путевке был командирован в Военно-морское училище имени Фрунзе в Ленинграде, по окончании которого получил назначение на Черноморский флот. В 1928 году Левченко предложили перейти в авиацию и в 1929 году он окончил севастопольскую военную авиашколу морских лётчиков с дипломом штурмана. Здесь он познакомился с С. А. Леваневским, который работал в школе инструктором.
Работать на Севере стал в 1932 году в составе Северо-восточной полярной экспедиции под начальством Н. И. Евгенова. В 1933 году за участие в спасении американского лётчика Джеймса Маттерна Виктор Левченко был награждён орденом Красной Звезды.
В 1935 году он получил диплом пилота, но продолжал работу штурманом. В августе 1935 года планировался перелёт С. А. Леваневского, Г. Ф. Байдукова и В. И. Левченко на самолёте АНТ-25 по маршруту Москва — Северный полюс — Сан-Франциско, но был прерван из-за неисправности.
В августе 1936 года Леваневский с Левченко совершили полёт из Лос-Анджелеса в Москву на самолёте-амфибии «Vultee V-1AS» (борт «СССР Н-208») американского авиаконструктора Жерара Волти. Старт состоялся 5 августа. Маршрут проходил с посадками в Сиэтле, несколькими посадками на Аляске, затем с несколькими посадками уже в СССР; в сентябре лётчики прибыли в Москву. За этот перелёт Леваневский был удостоен ордена Трудового Красного Знамени, а Левченко — ордена Ленина. Прислал героям приветственную телеграмму О. Ю. Шмидт, который находился в это время на ледорезе «Литке» и осуществлял сквозной переход Северным морским путём:

«Горячо приветствую Вас, дорогой друг, с окончанием замечательного перелёта через три части света. Ваш перелёт соединил через Арктику Америку, Азию и Европу и является блестящей подготовкой к осуществлению великой идеи трансарктической связи между материками. Ледорез „Литке“, 11 сентября 1936 г., по радио».

### Последний полёт

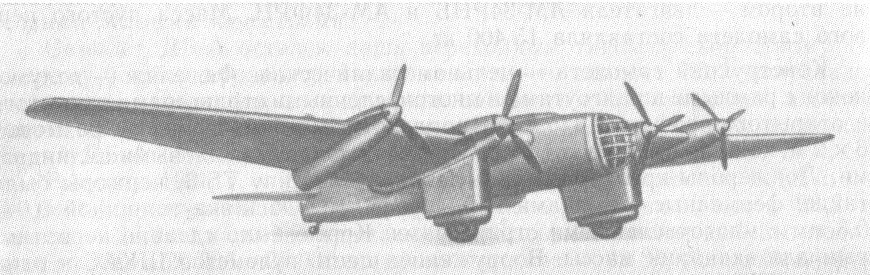
Самолёт ДБ-А

12 августа 1937 года четырёхмоторный самолёт ДБ-А с бортовым номером Н-209 с экипажем из шести человек под командованием Леваневского, где штурманом был Левченко, начал полёт из Москвы через Северный полюс в Фэрбенкс, штат Аляска, США. Это была одна из первых машин этого проекта, фактически экспериментальная.
Радиосвязь с самолётом прервалась 13 августа, в 17:58 по московскому времени, после того, как они пролетели над советским побережьем Северного Ледовитого океана. Леваневский сообщал об отказе крайнего правого двигателя и о плохих метеоусловиях.
Больше о судьбе самолёта и экипажа ничего не известно, кроме одной неподтверждённой радиограммы, принятой одним радиолюбителем на советском Крайнем Севере. После пропажи самолёта были организованы поиски, как в СССР, так и в США, но результатов они не дали.

## Память
- В 1950-е годы советскими гидрографами именем Левченко был назван мыс на острове Сальм архипелага Земля Франца-Иосифа.
- В 1986 году в Мариуполе (в то время город назывался Жданов) была открыта мемориальная доска в честь В. И. Левченко.
- Именем героя-лётчика названа улица в Мариуполе[3], Уфе[4] и Батайске.
- Именем героя-летчика названа гимназия №7 в Батайске.
- Именем летчика названа улица во Владикавказе.
- Именем летчика назван посёлок в Московском районе Казани.

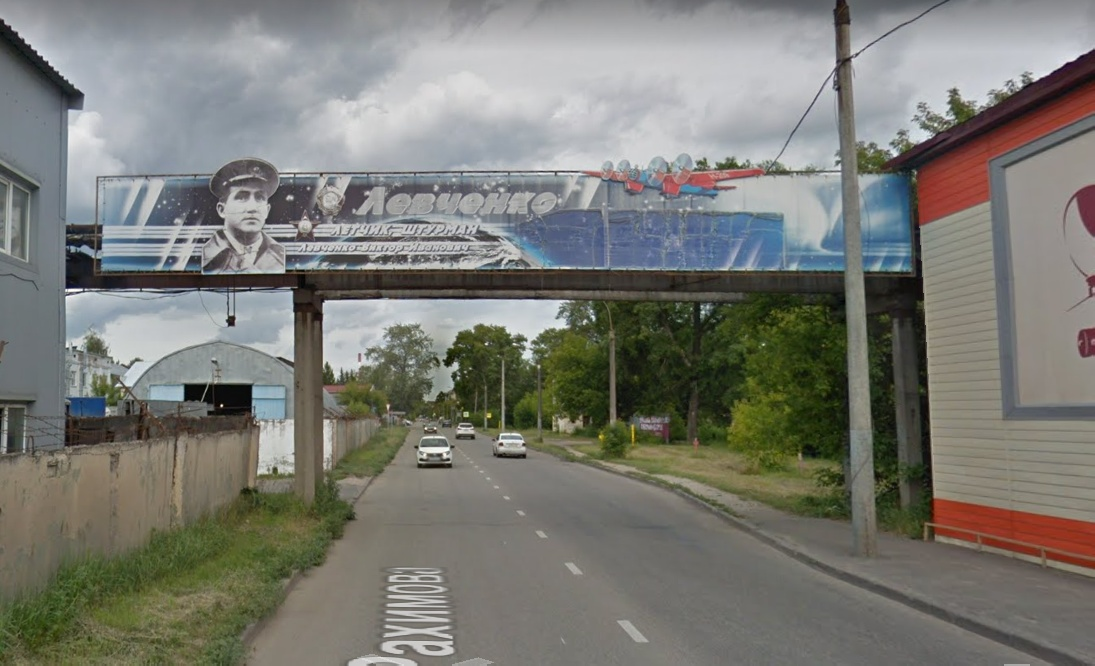
въезд в посёлок Левченко(Казань)

в Перми названа улица Левченко